# Santa Cruz del Orinoco
Pour les articles homonymes, voir Santa Cruz.
Santa Cruz del Orinoco, ou Santa Cruz de Orinoco, est la capitale de la paroisse civile de Piar de la municipalité de José Gregorio Monagas dans l'État d'Anzoátegui. 

## Géographie
La localité est située au bord du fleuve Orénoque, dont elle tire son épithète del Orinico, « de l'Orénoque » en espagnol.